# گناه (نقاشی)
گناه (آلمانی: Die Sünde) یک نقاشی رنگ روغن از نقاش آلمانی، فرانتس فون اشتوک است که سال ۱۸۹۳ کشیده شد و حوای برهنه را در حالی که ماری بزرگ بر اندامش حلقه زده به تصویر می‌کشد. خرید نقاشی از سوی گالری نویه پیناکوتک (Neue Pinakothek) مونیخ یک‌باره شهرت و موفقیت تجاری فراوانی را نصیب فون اشتوک کرد و نقاشی گناه از آن زمان تا کنون به‌عنوان یکی از نمونه‌ای‌ترین آثار هنر سمبلیستی شناخته می‌شود.
فون اشتوک دوازده نسخه از این نقاشی تهیه کرد که اکنون در نقاط مختلف جهان نگهداری می‌شوند.